# General Electric LMS100
La General Electric LMS100 (Land Marine Supercharged) è una turbina gas aeroderivativa prodotta da GE Power.

## Progetto e Sviluppo
LA LMS100 PA sviluppa approssimativamente 100 MW con un'efficienza del 46% LHV in ciclo aperto. Attualmente è la più grande e più efficiente turbina aeroderivativa del mondo; in grado di raggiunger la massima potenza in meno di 10 minuti.
La LMS100 è costituita da un compressore di bassa pressione,un intercooler, a supercore e dalla turbina di potenza. Il "supercore" (che include il compressore alta pressione, la turbina alta pressione e la turbina di media pressione) è derivata dalla LM6000, che a sua volta si basa su CF6-80C2.
La prima applicazione commerciale della LMS100 è entrata in funzione nel luglio del 2006, mentre la seconda nel 2008 presso la Groton Generation Station, posseduta e gestita da Basin Electric presso Groton, SD (USA).
Altre applicazioni della LMS100 sono presso: Laredo, TX (USA), El Paso, TX (USA), Firebaugh, CA (USA), Waterbury, CT (USA), Santiago (Chile),  Guemes (Argentina), YPF Anello (Argentina), Loma Campana, Neuquen (Argentina), Edmonton (Canada), Calpine Corporation - Cumberland station in Millville, New Jersey, Stratford Power Station in Nuova Zelanda, Kwinana Power Station in Western Australia, Dzhubginskaya, Russia (aperta nel 2013) e Tempe, AZ  (USA) (funzionante dal 2019).
La versione LMS100 PA utilizza iniezione di acqua per controllare l'emissione di NOx.
La versione LMS100 PB usa compustori DLE (Dry Low NOx), la prima turbina a gas di questa versione è entrata in operazione nel 2013.